# Рогатка (загородження)

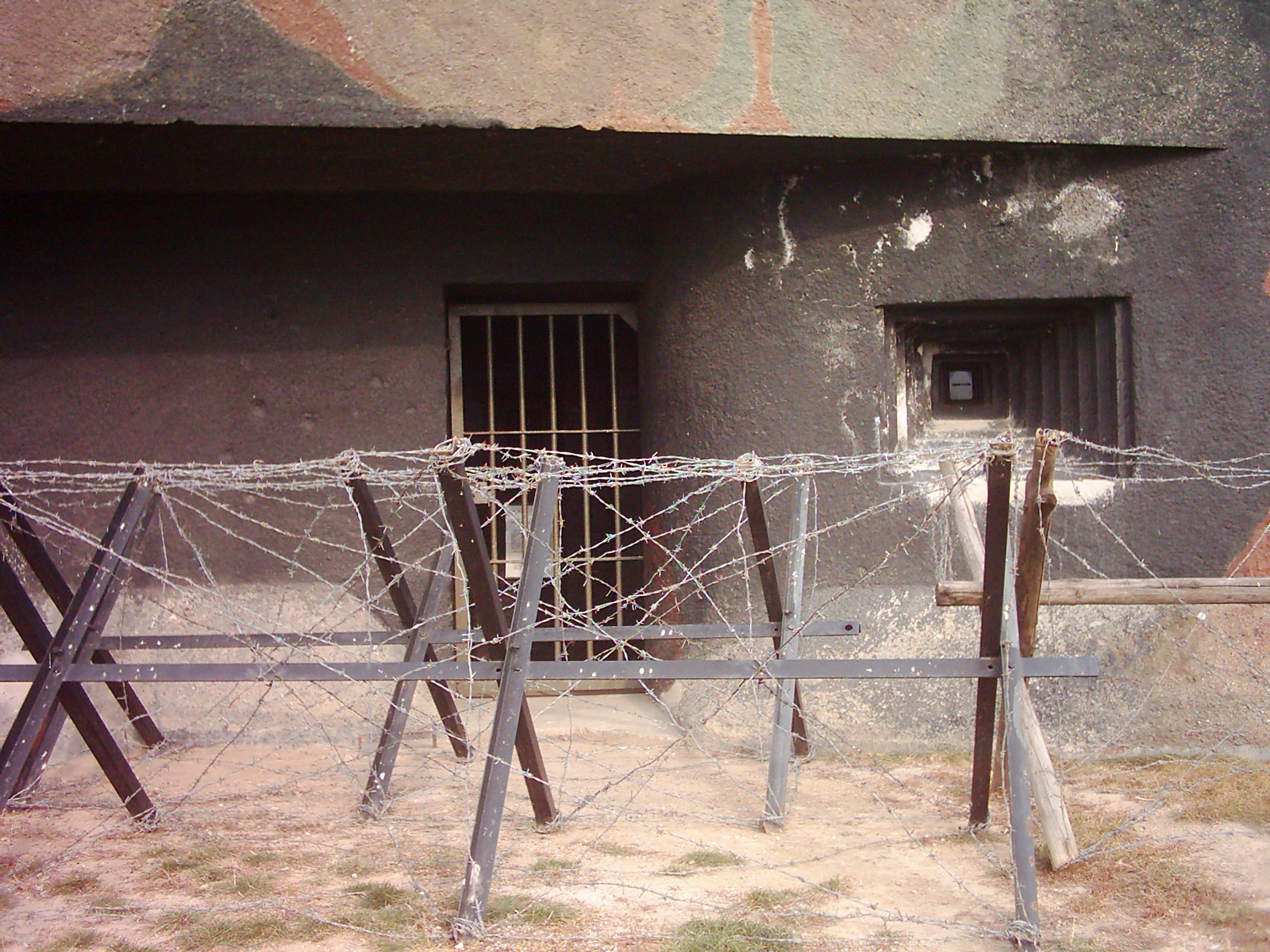
Рогатки із сталевих куточків з колючим дротом

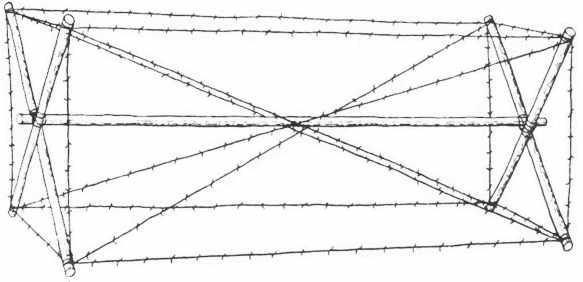
Рогатка з колючим дротом

Рогатка — легке оборонне загородження, конструкція з перехрещених і скріплених (пов'язаних) між собою дерев'яних брусів і колів (зазвичай загострених) для перешкоди шляху. Сучасна рогатка може бути додатково обплетена колючим дротом.
Зокрема, рогатки використовувалися для перекривання проїжджої частини на заставах, тому заставу також могли називати рогаткою.
У переносному сенсі рогатка — перешкода, ставити рогатки — створювати перешкоди, перепони.
Під час Першої та Другої світових війн на територіях, зайнятих австрійськими чи німецькими військами, рогатки з колючим дротом називали "іспанськими вершниками" (від нім. Spanische Reiter). 